# Krzysztof Bujar
Krzysztof Bujar (Katowice, Polonia; 14 de noviembre de 1961-18 de septiembre de 2023) fue un jugador de hockey sobre hielo polaco que jugó en la posición de delantero.

## Carrera

### Club
Jugó toda su carrera con el Naprzodem Janów de 1980 a 1992, con el que disputó 426 partidos y anotó 142 goles; además de ser tercer lugar nacional en tres ocasiones.

### Selección nacional
Jugó para Polonia en 54 ocasiones de 1987 a 1992 y anotó seis goles; participó en tres ediciones del Campeonato Mundial de Hockey sobre Hielo Masculino y en los Juegos Olímpicos de Albertville 1992.